# إدغار ألين
إدغار ألين (بالإنجليزية: Edgar Allen)‏ هو عالم وظائف الأعضاء وطبيب أمريكي، ولد في 2 مايو 1892 في كانيون سيتي في الولايات المتحدة، وتوفي في 3 فبراير 1943 في نيو هيفن في الولايات المتحدة.

## وصلات خارجية
- إدغار ألين على موقع الموسوعة البريطانية (الإنجليزية)